# Slatina (kanton uńsko-sański)
Slatina – wieś w Bośni i Hercegowinie, w Federacji Bośni i Hercegowiny, w kantonie uńsko-sańskim, w gminie Sanski Most. W 2013 roku liczyła 18 mieszkańców, z czego większość stanowili Serbowie.